# Сторож
Сто́рож — «караульщик, поставленный для охраны, оберега чего-либо».
Человек, прошедший необходимую подготовку и получивший специальные знания и навыки для обеспечения безопасности и физической охраны помещения или объекта.
 Первичная рабочая профессия в Российской Федерации, например в ФГУП «Охрана» Росгвардии.
В профессиональной деятельности также используется слово «вахтёр» (от нем. Wächter), которое ранее имело смысл «старший сторож», либо обозначало служителя нижнего интендантского чина, ответственного за сохранность склада. В 1930-х — 1940-х годах вахтёр — основная должность в вооружённо-вахтёрской (сторожевой) охране, входившей в структуру ряда народных комиссариатов.
Сторожами называются организованные группы людей, как правило, уполномоченные государством, городом, или обществом, для пресечения преступной деятельности и обеспечения правопорядка, а также традиционно выполняющие услуги по общественной безопасности, пожарному контролю, предупреждению преступности, раскрытию преступлений, поиску украденных вещей.
С момента зарождения человеческого общества наличие различных опасностей вынуждало группы людей (общины) принимать меры по их обнаружению и предупреждению, борьбе с ними и уменьшению последствий. С древних времен защита соплеменников, жилищ, домашних животных, урожая и иного имущества от пожаров, хищений, стихийных бедствий, нападения чужаков, животных и птиц, преимущественно поручалась здоровым, сильным и выносливым мужчинам, которые могли оказать физическое противодействие либо предупредить остальных об угрозе. Служба поддержания порядка (хранители, стражники, сторожа и другие) существовала в разных ипостасях во всём мире, что в итоге привело к появлению официально организованной профессиональной пожарной, полицейской, милицейской и охранной деятельности. Соответственно, охрана, в том числе сторожевая, может считаться всеобщей древнейшей практической деятельностью внутри человеческих сообществ, направленной, прежде всего, на обеспечение выживания людей.

## Вооружение, снаряжение и сторожевое оборудование
- В типичное носимое снаряжение сторожа входили: искусственные источники света (факел, фонарь, керосиновая лампа и другие) и устройства для звуковой сигнализации (рог[8] или горн, трещотка[9][10], свисток). В России при обходе охраняемых участков в ночное время для создания звука использовалась сторожевая колотушка — деревянный прибор для постукивания[11]. Чтобы атаковать воров и диких животных сторожа по возможности вооружались холодным (алебардами, дубинками, рогатинами, топорами, бердышами, копьями, саблями, тростями и др.) или огнестрельным оружием (охотничьими ружьями и др.)[12][13]. Применялись домашние собаки, в том числе дрессированные.
- К стационарному сторожевому оборудованию относились:

- для звуковой сигнализации: звонок, сторожевая доска (било) — металлический предмет (например, из чугуна) с молотком, сигнальный (набатный) колокол.
- специальные сооружения (вышки, башни) либо насыпные или естественные возвышенности, позволяющие сторожу обозревать окружающую местность/территорию и при необходимости подавать или передавать сигналы и сообщения.
- устройства для перекрытия улиц, барьеры: рогатки, шлагбаумы.
- В некоторых случаях сторожа жили в небольших домиках — сторожках, караулках, либо коротали время в специальных строениях — будках[21][22].
- В ряде стран, городов сторожам выдавали форменную одежду, указывающую на их специальные полномочия.
- Отличительными знаками сторожей были: бляхи, прикрепляемые на головные уборы[14][23][24], нагрудные бляхи (знаки)[25][26], нарукавные знаки[27].

Для объезда территорий сторожа использовали лошадей, велосипеды и другие средства передвижения.
В Западной Европе был создан и использовался от позднего средневековья до XIX века стул сторожа — деревянная конструкция с наклоненным вперед сиденьем, так, чтобы служитель порядка не мог легко заснуть без скольжения вниз. В настоящее время этот предмет старинной мебели можно увидеть в музеях в частных коллекциях.

## Создание сторожевой охраны в городах и иных селениях
Населению естественно было искать защиты за стенами; при примитивных условиях военного искусства самых элементарных укреплений оказывалось достаточно для того, чтобы спасти местное население от опасности. Вместе с тем совместное проживание людей в пределах возведенных укреплений, городах и иных селениях требовало регламентации и создания внутренней службы поддержания порядка. Например, в Германии всякое замкнутое пространство, — следовательно, и укрепленный город, бург, — согласно обычному праву пользовалось специальным миром, то есть всякое преступление, совершенное в его черте, каралось строже, чем совершенное в другом месте. В идее особенного городского мира заключается источник городского уголовного права.
В замках и городах в обязательном порядке создавалась внутренняя сторожевая охрана, в состав которой входили башенные, воротные и ночные, в том числе уличные сторожа.

### Башенный сторож
Главной задачей башенного сторожа, находившегося на самой высокой башне или колокольне города либо замка, было предупредить об опасности. В обязанности сторожа входило трубить в рог при восходе и закате солнца, при отправлении хозяина замка на охоту и возвращении с нее, при приезде гостей, при появлении врага, при пожаре и т. п..
Считалось, что сторожить на башне являлось самой тяжелой из повинностей: сторожу приходилось испытывать холод, непогоду, требовалось с постоянным вниманием следить со своего высокого поста за всем, происходившим как в замке (городе), так и в его окрестностях. Довольно часто сторож жил в башне. Еще одной обязанностью сторожа также мог быть почасовой удар в колокол в определенное время.
Сегодня сторожа заняты главным образом в обслуживании туристов.

### Ночной (уличный) сторож
В первых городах возникла профессия ночного сторожа (нем. Nachtwächter, англ. Watchman (law enforcement). Задача ночного сторожа было ходить ночью по улицам и переулкам города и обеспечивать порядок и спокойствие. Он защищал и предупреждал спящих граждан от пожаров, врагов и воров. Он следил, как правильно закрыты двери и ворота города. Служитель порядка имел право останавливать и допрашивать подозреваемых лиц, бродяг, а в случае необходимости арестовать.
Несмотря на выполнение важной деятельности в городе, ремесло ночного сторожа считалось непрестижным (безчестным), в ряду с могильщиками и пастухами
Повсеместное внедрение уличного освещения на рубеже 20 века, создание профессиональной полиции сопровождалось прекращением деятельности большинства уличных ночных сторожей. Например, Департамент полиции Нью-Йорка, созданный в 1845 году, ведёт свою историю от первой группы из восьми ночных сторожей, созданной ещё в 1625 году.
Ночными сторожами современности являются в основном работники государственных и частных охранных организаций.

### Сторож у ворот
Традиционно городские ворота строились, чтобы предоставить точку контролируемого входа и выхода людей, транспорта, товаров и животных из обнесённого стеной города. Помимо этого, такие ворота обладали и рядом других функций. В зависимости от ситуаций и исторического контекста, городские ворота могли иметь оборонительную, защитную, торговую или иные функции. Для входа при закрытых главных воротах служила расположенная сбоку от ворот калитка.
У ворот замка, города или иного укрепленного селения стояли специальные сторожа - воро́тники, которые отпирали и запирали ворота и хранили от них ключи.

## Сторожевая охрана в Российской Империи
В русском языке смысловое наполнение понятия «сторожевая служба», «сторожевая охрана», «сторож», изменялись со временем. Так, в нормативных актах Русского государства XIV—XVII вековсторо́жи (др. рус., иногда Сторожа́) — конные посты впереди засечной черты, несущие наблюдательную службу в виду набегов кочевников с Крыма; отряд пограничной стражи.
В Российской Императорской армии был введён сторожевой порядок охраны имущества, который отличался от караульного. На посту сторожа без огнестрельного оружия охраняли стрельбищные валы, незначительные склады войскового имущества.

### Железнодорожный сторож
Специально назначенные в обход путевые сторожа, помимо осмотра пути, должны были пресекать хождение по путям посторонних лиц, не допускать разведения огня под мостами и вблизи полосы отчуждения, препятствовать перегону скота через пути. В случае остановки поезда они должны были явиться к главному кондуктору для выяснения причин остановки и оказания необходимой помощи поездной бригаде. 
Важную роль в обеспечении безопасности движения играли переездные и мостовые сторожа. Первые должны были перекрывать переезд на время прохода поезда. Они же занимались благоустройством и охраной переездов. Мостовые сторожа назначались для наблюдения за исправным состоянием мостов и рельсового пути, прилегавшего к ним. За состоянием тоннелей следили тоннельные (туннельные) сторожа.
Для сторожей строили путевые будки, а также отдельные сторожевые дома, в тех случаях, когда охраняемые переезды или места пути, требующие сторожевого надзора, были удалены от жилья
В Российской империи в 1892 году были изданы Временные Правила, согласно которым путевые сторожа Средне-Сибирской железной дороги при исполнении служебных обязанностей в полосе отчуждения железной дороги вооружались ружьями и считались часовыми. Сторож получил право использовать оружие для отражения вооруженного нападения на него или встреченного им вооруженного сопротивления, против воров, а также и иных злоумышленников, покушающихся на безопасность движения поездов (нападающих на поезда, умышленно разрушающих железнодорожные пути, мосты и другие искусственные сооружения).

### Лесной сторож
О деревнях (как правило однодворных) лесных сторожей Русских княжеств и Русского царства XV—XVI веков известно, что они ставились по приказу дворцовой администрации «для государевых лесов бережения». Живущие в них лесные сторожа хотя и относились, к волости (их земли волость считает своими), но занимают в ней особое положение — они не платят оброка, то есть не участвуют в волостном «розчете» тягла.

## Сторожевая охрана в советский период (ведомственная и вневедомственная)

### Ведомственная сторожевая (вахтёрская) охрана
В советский период для защиты имущества от противоправных посягательств различные государственные ведомства (совнархозы, исполкомы Советов депутатов трудящихся, министерства, предприятия, учреждения, организации и др.) имели право создавать ведомственную сторожевую охрану, то есть иметь в штате вольнонаемных работников (сторожей, вахтёров), в том числе вооруженных огнестрельным оружием. Сторожа охраняли в основном объекты, не имеющие важного государственного значения (склады, водокачки, административные здания и т. п.), не подлежащие защите подразделениями военизированной охраны, милиции и других государственных структур.

##### РСФСР
В 1918 году советские ведомства в целях охраны имущества создавали свои собственные, в том числе вооруженные формирования, не входившие в состав РККА (судоходная охрана Главного управления водного транспорта, охрана Главсахара, охрана Центротекстиля, военная охрана НКПС РСФСР и т. п.), в штате которых содержались вольнонаемные агенты охраны, вахтёры и сторожа. 19 августа 1918 года СНК принял декрет об объединении всех вооруженных сил республики и передачи их в ведение Наркомата по военным делам.
В РККА незначительные склады воинского имущества и различные учреждения охранялись вооружённой сторожевой охраной, которая действовала на основании утверждённых правил.
3 марта 1920 года в составе Главного управления милиции РСФСР был образован отдел промышленной милиции, а в губернских управлениях — аналогичные отделения. Промышленная милиция имела специальную задачу — охрану экономического достояния Республики: фабрик, складов, учреждений, лесов, совхозов, горных промыслов и т. п. В декабре 1921 г., в связи с переходом к НЭП и существенным сокращением штатов, промышленная милиция была расформирована. Однако многие промышленные и торговые предприятия, не желая оставаться беззащитными, сохранили материальную базу и коллектив охранников, организовав в своем штате сторожевую охрану. При этом значительная масса складов, принадлежащих различным ведомствам, фактически оставалась без круглосуточной охраны, так как низкая оплата труда сторожей не способствовала притоку желающих поступить на службу, что естественно негативно влияло на качество охраны.
24 мая 1922 г. постановлением ВЦИК и СНК РСФСР было введено в действие Положение о Народном Комиссариате Внутренних Дел РСФСР, которым на рабоче-крестьянскую милицию возлагались задачи по охране большинства гражданских учреждений и сооружений общегосударственного исключительного значения и других объектов.

##### СССР
Министерства, ведомства, предприятия, организации и учреждения для охраны объектов имели в своих штатах сторожей, работу которых координировали, например управления сторожевой охраны
при исполкомах Советов депутатов трудящихся или подразделения военизированной охраны. Сторожевым составом охранялись базы, склады, магазины, торговые точки, столовые и прочие сооружения. В целях организации сторожевой охраны ведомства разрабатывали положения и инструкции, в которых регламентировались права и обязанности сторожей и/или вахтёров, а также администрации охраняемых объектов, в том числе действия при пожаре и применении огнестрельного оружия.
С 1 ноября 1929 года в Москве для усиления охраны территорий выставлялась к имеющимся милицейским постам дополнительная охрана, состоящая из вооруженных и невооруженных ночных сторожей (по Бауманскому району — 163 поста). Милиция осуществляла проверку сторожевой охраны фабрик и заводов.
В 30-х — 40-х годах в структуре ряда народных комиссариатов действовала вооруженно-вахтёрская (сторожевая) охрана. Основная должность в подразделениях называлась «вахтёр».
В послевоенные годы руководители предприятий не всегда обращали внимание на организационное и техническое укрепление сторожевой охраны. Поэтому к началу 1950-х гг. остро встал вопрос о коренном улучшении охраны государственной и общественной собственности, необходимости создания органа, который освободил бы хозяйствующие субъекты от охранных функций, предоставив им возможность сосредоточить ресурсы на экономической деятельности. В итоге обязанности по охране части объектов были возложены на милицию.
16 января 1960 года было утверждено Типовое положение о ведомственной сторожевой охране, в котором было определено, что ведомственная сторожевая охрана организуется для охраны объектов, не относящихся к особо важным и режимным, а также охраняемым вневедомственной сторожевой охраной при органах милиции. Перечни охраняемых объектов устанавливали министерства, ведомства, совнархозы, организации и учреждения в пределах утвержденной численности этой охраны. Сторожа на время несения службы при необходимости вооружались гладкоствольным оружием, в отдельных случаях с разрешения органов милиции им могли выдавать нерезное оружие.
Ведомственная сторожевая охрана подчинялась во всех отношениях руководителю предприятия, организации, учреждения. На объектах, охраняемых ведомственной военизированной охраной,  ведомственная сторожевая охрана в вопросах организации и несения службы подчинялась начальнику отряда (команды) военизированной охраны.
В 1990 году в СССР сторожа делились по квалификации на два класса, при присвоении второго класса разрешалось нести службу с огнестрельным оружием.

### Сторожевые подразделения в составе вневедомственной охраны милиции
В 1952 году  была создана вневедомственная наружная сторожевая охрана (ВНСО) при органах МВД СССР. В подчинение органов внутренних дел были переданы сторожевые бригады, охранявшие торговые и хозяйственные объекты.
В 1959 году были установлены только два вида охраны: военизированная и сторожевая. Были приняты Положения о вневедомственной и ведомственной охране, определившие основные направления деятельности, их права и обязанности, а также взаимоотношения с собственниками.
В 1965 году советское правительство впервые обязало передать под вневедомственную охрану все объекты, расположенные в городах, рабочих поселках и районных центрах. Исключение составили только объекты некоторых министерств и ведомств, на которых разрешалось при необходимости сохранение ведомственной охраны.
18 февраля 1966 года постановлением Совета Министров СССР утверждено Типовое положение о вневедомственной охране при органах милиции, которое определяло, что вневедомственная охрана при органах милиции организуется для охраны предприятий, строек, учреждений и организаций, расположенных в городах, рабочих поселках и районных центрах, и состоит из военизированных подразделений, предназначенных для охраны особо важных и режимных объектов, и сторожевых подразделений, предназначенных для охраны остальных объектов. Вневедомственная охрана при органах милиции находилась в ведении министерств охраны общественного порядка союзных республик. Сторожевые подразделения состояли из бригад.

## Сторожевая охрана встранах постсоветского пространства

### Российская Федерация
В России профессия «сторож (вахтер)» относится к общеотраслевым профессиям рабочих. В 1992 году была утверждена следующая тарифно-квалификационная характеристика профессии (1-й и 2-й разряды).
```
Характеристика работ. Проверка целостности охраняемого объекта (замков и других запорных устройств; наличия пломб, противопожарного инвентаря; исправности сигнализации, телефонов, освещения) совместно с представителем администрации или сменяемым сторожем. При выявлении неисправностей (взломанные двери, окна, замки, отсутствие пломб и печатей и др.), не позволяющих принять объект под охрану, докладывает об этом лицу, которому он подчинен, представителю администрации и дежурному по отделению милиции и осуществляет охрану следов преступления до прибытия представителей милиции. При возникновении пожара на объекте поднимает тревогу, извещает пожарную команду и дежурного по отделению милиции, принимает меры по ликвидации пожара. Дежурство в проходной предприятия, учреждения, организации: пропуск работников, посетителей, автотранспорта на территорию предприятия учреждения, организации и обратно по предъявлении ими соответствующих документов. Сверка соответствующих документов с фактическим наличием груза; открывание и закрывание ворот. Прием и сдача дежурства с соответствующей записью в журнале. Содержание помещения проходной в надлежащем санитарном состоянии
[
2
]
.
```

В России большинство объектов, которые в советское время подлежали сторожевой охране, в связи с изменением законодательства и приватизацией охраняются на договорной основе частными охранными организациями либо подразделениями ФГУП «Охрана» Росгвардии или ведомственной охраны.

## Известные люди, работавшие сторожем
Максим Горький — русский писатель, прозаик, драматург, работал 1889—1890 годах артельщиком при товарной кассе и сторожем склада брезента и мешков при железнодорожном вокзале Борисоглебска. Про свою работу сторожем Горький написан рассказ «Сторож», впервые напечатанный в журнале «Красная новь», 1923, номер 5, август—сентябрь.
Велимир Хлебников (Виктор Владимирович Хлебников) — русский поэт и прозаик, один из крупнейших деятелей русского авангарда. Входил в число основоположников русского футуризма. 3 месяца поэт провёл в Пятигорске, работая ночным сторожем.
Сергей Шнуров — российский рок-музыкант, лидер групп «Ленинград» и «Рубль»,  работал сторожем в детском саду.
Венедикт Ерофеев — русский советский писатель, работал сторожем в вытрезвителе Орехово-Зуево.
Михаил Науменко — советский рок-музыкант, гитарист, автор песен. Основатель и лидер группы «Зоопарк».
Отар Кушанашвили — грузинский и российский журналист, телеведущий, колумнист.
Валерий Александрович Кипелов — советский и российский рок-музыкант, певец, композитор и автор песен. Известен как один из основателей и первый вокалист рок-группы «Ария».
Никас Степанович Сафронов — советский и российский художник. Заслуженный художник РФ.
Павел Павлович Глоба — советский и российский астролог, телеведущий, радиоведущий и писатель.
Михаил Владимирович Леонтьев — российский журналист и телеведущий, публицист.
Олег Семёнович Кваша — советский и российский музыкант и композитор, автор популярных песен (5 лет работал сторожем в клубе).

## Отражение в культуре и искусстве

### В мифологии и религии
- Аминон (осет.  Аминон) — в осетинском нартском эпосе существо женского рода, грозный страж, охраняющий ворота, ведущие в царство мёртвых.
- Хеймдалль Геймдал (Heimdal) — великий и святой Аз северной мифологии, называемый обычно «Белым Азом». Сторож богов и обитает на небесных горах, у самого конца неба, где оберегает небесный мост от горных великанов. Владеет рогом, звук которого слышен по всему свету, и мечом, который называется «головой».

### Изобразительное искусство
«Полесо́вщик» — картина русского художника Ивана Крамского (1837—1887), написанная в 1874 году и изображающая лесного сторожа.

### Фильмы
- Зеркала
- Горячий камень (мультфильм)
- Парень с нашего кладбища
- Операция «Ы» и другие приключения Шурика

### Скульптура
На площади в Штутгарте (Германия) стоит памятник «Ночной сторож» (1620): в правой руке служитель порядка держит фонарь, а в левой — алебарду, рядом с ним собака.
В Праге рядом со Штернбергским дворцом стоит скульптура «Ночной сторож», созданная Ф. Упрки ко дню рождения первого президента.